# Preaek Para
Preaek Para es una comuna (khum) del distrito de Meanchey, en la provincia de Nom Pen, Camboya. En marzo de 2008 tenía una población estimada de 17 856 habitantes.
Se encuentra ubicada junto a los ríos Mekong y Bassac, al sur del lago Sap (Tonlé Sap).